# Trần Quốc Hương
Trần Quốc Hương (20 tháng 12 năm 1924 - 11 tháng 6 năm 2020) là chính trị gia Việt Nam. Ông nguyên là Bí thư Ban Chấp hành Trung ương Đảng Cộng sản Việt Nam, Trưởng Ban Nội chính Trung ương, Phó Trưởng Ban Tổ chức Trung ương, Phó Bí thư Thường trực Thành ủy Hà Nội, Phó Bí thư Thường trực Thành uỷ Thành phố Hồ Chí Minh, là người chỉ huy mạng lưới tình báo Việt Nam Dân chủ Cộng hòa chống Hoa Kỳ và Việt Nam Cộng hòa trong chiến tranh Việt Nam.

## Tiểu sử
Ông tên thật là Trần Ngọc Ban có bí danh là Mười Hương, sinh năm 1924 tại xã Vũ Bản, huyện Bình Lục, tỉnh Hà Nam. Có tiếng là tư sản, nhưng cha ông, nhà thầu khoán Trần Ngọc Tân, lại mang nhiều nét chất phác, cần kiệm của người nông dân Bắc Bộ. Cậu bé Trần Ngọc Ban được cha cho đi học chữ Nho từ khi còn nhỏ. Thầy dạy của Ban chính là Nguyễn Đức Quỳ - Bí thư Tỉnh ủy Hà Nam, người đã giác ngộ Trần Ngọc Ban và đưa cậu đến với Cách mạng.
Mới 14, 15 tuổi, Ban đã tích cực tham gia phong trào Thanh niên dân chủ. Học hết lớp nhất tại trường tiểu học Phủ Lý, Trần Ngọc Ban chuyển lên Hà Nội nhập học ở trường dòng phố Nhà Chung. Thời gian này anh đổi tên là Hương (sau này khi vào Nam công tác, anh mới được gọi là Mười Hương), nhiệt tình tham gia phong trào Hướng đạo và Hội truyền bá quốc ngữ.

## Sự nghiệp
Ông gia nhập Đảng Cộng sản Đông Dương năm 1943, lần lượt hoạt động trong Đoàn Thanh niên Dân chủ, Phản đế và sau đó là Ủy viên Ban Chấp hành thanh niên Cứu quốc Hà Nội. Ông từng làm việc bên cạnh các lãnh tụ của cách mạng Việt Nam như Hồ Chí Minh, Trường Chinh, Nguyễn Lương Bằng, Lê Văn Lương, Hoàng Quốc Việt, Nguyễn Chí Thanh..., từng bị tù đày trong nhà tù Pháp và Việt Nam Cộng hòa.
Hà Nội vừa giành chính quyền thành công, Nguyễn Lương Bằng giao cho Mười Hương việc tổ chức ra báo Cờ giải phóng của Đảng. Mười Hương cũng là một trong những người đóng góp tích cực trong thành công của buổi lễ Tuyên ngôn độc lập của Nước Việt Nam Dân chủ Cộng hòa, phụ trách vấn đề an ninh bảo vệ.
Năm 1942, ông bị Thực dân Pháp bắt trong cuộc đấu tranh ủng hộ Liên Xô, giam ở Hoả Lò, Hà Nội. Trong tù, ông giữ vững khí tiết của người cách mạng, được anh em và tổ chức tin cậy.
Năm 1943, ra tù ông bắt được liên lạc hoạt động ngay và được kết nạp vào Đảng Cộng sản Đông Dương (nay là Đảng Cộng sản Việt Nam), sau khi học xong lớp do Xứ uỷ mở, ông được phân công về làm Tỉnh uỷ viên, Tỉnh uỷ Phúc Yên.
Năm 1944, ông được Tổng bí thư Trường Chinh bổ sung vào Ban Công tác đội của Thường vụ Trung ương lo căn cứ địa (ATK) và làm phái viên liên lạc với những đầu mối đặc biệt thuộc Trung ương (các tổ chức văn hoá, Thành uỷ Hà Nội) hay một số thành viên thuộc Đảng xã hội, Đảng cộng sản Pháp (nhóm " Các đồng chí người Âu ” trong quân đội lê dương của Pháp).
Từ tháng 8/1945, ông làm Thư ký, phụ trách Văn phòng của đồng chí Tổng Bí thư Trường Chinh; năm 1946, ông trong Ban Công vận Thành uỷ, làm Bí thư Hội Công nhân Cứu quốc Hà Nội và phụ trách Nhà in Tiến Bộ, Báo Cờ giải phóng, Nhà xuất bản Sự thật của Trung ương.
Tháng 12/1946 đến năm 1948, phụ trách căn cứ địa và giao thông liên lạc của Trung ương.
Kháng chiến bùng nổ, Trung ương lập G.L.A (Giao thông-Liên lạc-An toàn khu), đảm trách nhân khẩu báo chí, duy trì thông tin liên lạc từ Trung ương đi các chiến khu. Mười Hương về công tác tại bộ phận này từ năm 1946 đến 1948. Năm 1949, cuộc đời ông rẽ sang một bước ngoặt mới.
Tình cờ một lần ông Trần Hiệu, Phó Giám đốc Nha Công an phụ trách tình báo gặp Mười Hương và lập tức nhận ra đây chính là người mà ông cần. Trần Hiệu bèn xin Mười Hương về với mình và được Trường Chinh chấp thuận.
Sau một thời gian dài đi biệt phái, lăn lộn dưới các địa phương, Mười Hương nhận được một bức điện của Trung ương với nội dung: "Về ngay Văn phòng Trung ương". Khi đó quân đội viễn chinh Pháp đã bị đánh quỵ tại trận Điện Biên Phủ, Hiệp định Giơnevơ mang lại hòa bình cho Đông Dương sắp được ký kết. Ông vội vã thu xếp công việc, lên đường trở về chiến khu Việt Bắc. Trường Chinh và Phạm Văn Đồng gặp giao nhiệm vụ cụ thể cho Mười Hương. Đích thân Hồ Chí Minh cũng dự cuộc gặp quan trọng này. Mười Hương gấp rút về sửa soạn chờ ngày lên đường.
Năm 1949, ông công tác ở Cục Tình báo quân sự, Bộ Tổng tham mưu, làm đặc phái viên ở Liên khu 3 và Hà Nội.
Năm 1950, ông được điều động về phụ trách Phòng Điệp báo Nha Công an, sau làm Phó Giám đốc Nha Tình báo Trung ương (tình báo chiến lược).
Năm 1954, ông được điều động vào Nam Bộ làm Ủy viên rồi làm Phó ban Địch tình của Xứ uỷ Nam Bộ.
Khi vào Nam, Mười Hương gặp ngay ông Phan Trọng Tuệ, Tư lệnh Quân khu 9, từng là bạn tù với nhau trước kia. Ngoài ra, Ủy viên Xứ ủy Nam Kỳ, ông Lê Toàn Thư cũng tỏ ra tâm đầu ý hợp với Mười Hương khiến ông vững dạ. Ông bắt đầu vào công việc ngay với hai ông Mai Chí Thọ và Cao Đăng Chiếm.
Công việc đầu tiên là mở lớp huấn luyện tình báo, học viên chủ yếu tuyển lựa trong lực lượng công an.
Từ tháng 6/1958, ông bị Đoàn công tác đặc biệt miền Trung của chính quyền Ngô Đình Diệm bắt giam ở Huế, ông đã khai tên giả là Trần Ngọc Trí và đấu tranh chống lại các thủ đoạn xảo quyệt của địch, do đó Ban Bí thư đã kết luận: "Đồng chí Trần Quốc Hương, tức Mười Hương, là một cán bộ tốt, kiên cường, khôn khéo đối với địch khi bị chúng bắt". Đến tháng 5/1964, ông được trả tự do.
Năm 1965, ông được đưa ra miền Bắc chữa bệnh.
Năm 1966 - 1968, ông được phân công về Bộ Công an phụ trách Cục Kỹ thuật.
Năm 1969 - 1972, ông được điều động lại vào miền Nam làm Ủy viên Ban An ninh miền Nam.
Năm 1972 - 1976, làm Thường vụ Khu uỷ Sài Gòn - Gia Định.
Ông là cấp trên trực tiếp của các nhà tình báo nổi tiếng: Vũ Ngọc Nhạ, Lê Hữu Thúy, Phạm Ngọc Thảo, Phạm Xuân Ẩn. Chính ông cùng Mai Chí Thọ đã quyết định đưa Phạm Xuân Ẩn sang Hoa Kỳ học báo chí vì thấy Phạm Xuân Ẩn có khiếu hài hước, dễ hòa nhập với tính cách người phương Tây.
Tại Đại hội Đảng toàn quốc lần thứ IV (tháng 12/1976), ông được bầu vào Ủy viên Ban Chấp hành Trung ương, phân công làm Phó Bí thư Thường trực Thành uỷ Thành phố Hồ Chí Minh.
Tại Đại hội Đảng toàn quốc lần thứ V (tháng 3/1982), ông tiếp tục được bầu lại vào Ủy viên Ban Chấp hành Trung ương và được phân công làm Phó Bí thư Thường trực Thành uỷ Hà Nội.
Tháng 11/1983, Đồng chí được cử làm Phó Chủ nhiệm thứ nhất Ủy ban Thanh tra Nhà nước.
Cuối năm 1985, làm Tổng cục trưởng Tổng cục Du lịch.
Tại Đại hội Đảng toàn quốc lần thứ VI (12/1986), ông được bầu lại vào Ủy viên Ban Chấp hành Trung ương và được Ban Chấp hành Trung ương bầu vào Ban Bí thư Trung ương Đảng, phân công làm Trưởng ban Nội chính Trung ương.
Tháng 9/1991, ông được Bộ Chính trị quyết định thôi giữ chức Trưởng ban Nội chính Trung ương để điều trị bệnh.
Ngày 24 tháng 12 năm 2006, ông được trao tặng Huân chương Sao Vàng, Huân chương cao quý nhất của Nhà nước Việt Nam.
Năm 2004, Nhà xuất bản Công an nhân dân đã xuất bản cuốn Trần Quốc Hương - Người thầy của những nhà tình báo huyền thoại của tác giả Nguyễn Thị Ngọc Hải viết về ông.
Ngày 11 tháng 6 năm 2020, ông đã từ trần vào lúc 10h10 phút tại bệnh viện Thống Nhất, Thành phố Hồ Chí Minh
Do có nhiều công lao và thành tích xuất sắc đối với sự nghiệp cách mạng của Đảng, của dân tộc, Đồng chí được Đảng và Nhà nước tặng thưởng Huân chương Sao vàng; Huân chương Quân công hạng Nhất; Huân chương Kháng chiến chống Mỹ hạng Nhất; Huy hiệu 75 năm tuổi Đảng và nhiều huân, huy chương cao quý khác.